# Le Pouvoir des fables
Le Pouvoir des fables est la quatrième fable du livre VIII de Jean de La Fontaine situé dans le second recueil des Fables de La Fontaine, édité pour la première fois en 1678.

## Texte de la fable
LA qualité d’Ambassadeur

Peut-elle s’abaisser à des contes vulgaires ?

Vous puis-je offrir mes vers et leurs grâces légères ?

S’ils osent quelquefois prendre un air de grandeur,

Seront-ils point traités par vous de téméraires ?

Vous avez bien d’autres affaires

A démêler que les débats

Du Lapin et de la Belette :

Lisez-les, ne les lisez pas ;

Mais empêchez qu’on ne nous mette

Toute l’Europe sur les bras.

Que de mille endroits de la terre

Il nous vienne des ennemis,

J’y consens ; mais que l’Angleterre

Veuille que nos deux Rois se lassent d’être amis,

J’ai peine à digérer la chose.

N’est-il point encor temps que Louis se repose ?

Quel autre Hercule enfin ne se trouverait las

De combattre cette hydre ? et faut-il qu’elle oppose

Une nouvelle tête aux efforts de son bras ?

Si votre esprit plein de souplesse,

Par éloquence, et par adresse,

Peut adoucir les cœurs, et détourner ce coup,

Je vous sacrifierai cent moutons ; c’est beaucoup

Pour un habitant du Parnasse.

Cependant faites moi la grâce

De prendre en don ce peu d’encens.

Prenez en gré mes vœux ardents,

Et le récit en vers, qu’ici je vous dédie.

Son sujet vous convient ; je n’en dirai pas plus :

Sur les éloges que l’envie

Doit avouer qui vous sont dus,

Vous ne voulez pas qu’on appuie.

Dans Athène autrefois peuple vain et léger,

Un Orateur voyant sa patrie en danger,

Courut à la Tribune ; et d’un art tyrannique,

Voulant forcer les cœurs dans une république,

Il parla fortement sur le commun salut.

On ne l’écoutait pas : l’Orateur recourut

A ces figures violentes,

Qui savent exciter les âmes les plus lentes.

Il fit parler les morts, tonna, dit ce qu’il put.

Le vent emporta tout ; personne ne s’émut.

L’animal aux têtes frivoles

Étant fait à ces traits, ne daignait l’écouter.

Tous regardaient ailleurs : il en vii s’arrête

Á des combats d’enfants, et point à ses paroles.

Que fit le harangueur ? Il prit un autre tour.

Cérès, commença-t-il, faisait voyage un jour

Avec l’Anguille et l’Hirondelle :

Un fleuve les arrête ; et l’Anguille en nageant,

Comme l’Hirondelle en volant,

Le traversa bientôt. L’assemblée à l’instant

Cria tout d’une voix : Et Cérès, que fit-elle ?

Ce qu’elle fit ? un prompt courroux

L’anima d’abord contre vous.

Quoi, de contes d’enfants son peuple s’embarasse !

Et du péril qui le menace

Lui seul entre les Grecs il néglige l’effet !

Que ne demandez-vous ce que Philippe fait ?

A ce reproche l’assemblée

Par l’apologue réveillée

Se donne entière à l’Orateur :

Un trait de Fable en eut l’honneur.

Nous sommes tous d’Athène en ce point ; et moi-même,

Au moment que je fais cette moralité,

Si Peau d’âne m’était conté,

J’y prendrais un plaisir extrême,

Le monde est vieux, dit-on, je le crois, cependant

Il le faut amuser encor comme un enfant.
— Jean de La Fontaine, Fables de La Fontaine, Le Pouvoir des fables, texte établi par Jean-Pierre Collinet, Fables, contes et nouvelles, Gallimard, « Bibliothèque de la Pléiade », 1991, p. 295